# Integriertes Stabsnetz der NVA

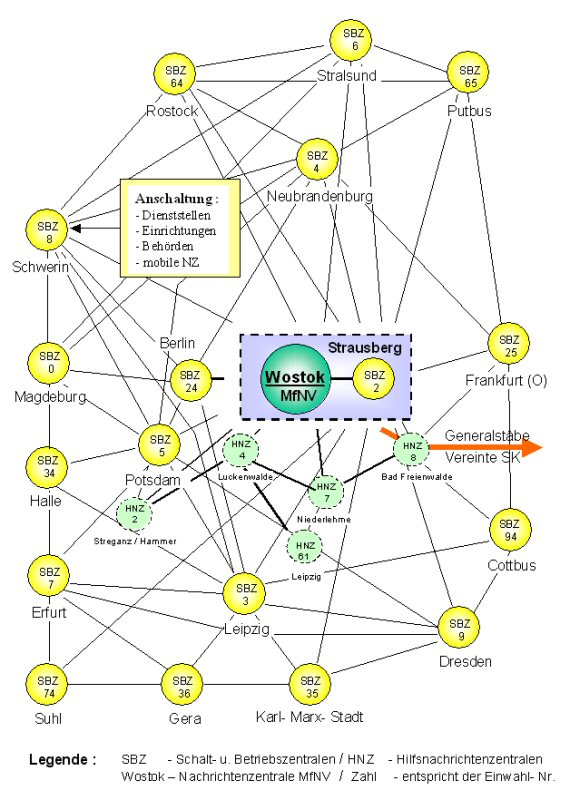
Darstellung der oberen Netzebene

Das integrierte Stabsnetz der Partei- und Staatsführung der DDR und der bewaffneten Organe (Integriertes Stabsnetz der NVA, Sondernetz 1) war ein automatisches und landesweites drahtgebundenes Stabs- und Verwaltungsnetz für Fernsprech- und Fernschreibverbindungen sowie die Bild- und Datenübertragung. Es wurde auf der Grundlage eines Beschlusses des Nationalen Verteidigungsrates der DDR vom 16. Dezember 1977 in Verantwortung des Ministeriums für Nationale Verteidigung errichtet und ersetzte nach seiner Inbetriebnahme auch das alte Stabsnetz der NVA.
Es war ein rechnergestütztes Netz, in dem alle  Bedarfsträger entsprechend der offiziellen Bezeichnung des Netzes mitwirkten, mitarbeiteten und anteilig bezahlten. Für die Hauptnachrichtenzentrale des MfNV war die Schalt- und Betriebszentrale 2 des Netzes ein wichtiger Partner bei der technischen Nachrichten-Sicherstellung des MfNV.

## Konzeption des Netzes
Die Konzeption für das Netz beinhaltete:
- - die Bildung der Struktureinrichtung „Zentralstelle für Schaltung und Betrieb“ (ZfSB) als militärische Führungsorganisation in der NVA,
- - die Errichtung von rechnergestützt arbeitenden Schalt- und Betriebszentralen (SBZ) in den territorialen Wehrbereichen mit der Verantwortung für Schaltung, Dispatcher-, Mess- und Prüfdienst,
- - die Vernetzung der Hauptvermittlungsstellen und die Mehrfachanschaltung von Knotenvermittlungsstellen,
- - die Installation von Übertragungsstellen, Anschaltpunkten und Schnellschaltfeldern,
- - das Betreiben eigener Fernsprech- und Fernschreibvermittlungsstellen.

## Netzstruktur
Die Netzstruktur sah eine in Etappen auszubauende obere (oNE), mittlere (mNE) und untere Netzebene (uNE) vor. Die Zielsetzungen für die Errichtung dieses Netzes wurden bis zu politischen Wende nicht erreicht.
Das Netz mit der oNE (obere Netzebene) ging 1983 in Betrieb und blieb in der Verantwortung des MfNV bis zur Wende. Es basierte weder auf Sonderkabeln der NVA, des MfS oder der Deutschen Post, sondern auf der Grundlage von überwiegend bei der Deutschen Post der DDR angemieteten Leitungen der Fern-, Bezirks- und Ortsnetzebene.
Die Schalt- und Betriebszentralen (SBZ) des Netzes waren für die Anschaltung aller Arten von Nachrichtentechnik vorbereitet. Im September 1990 bot das Netz die Möglichkeit der Zusammenschaltung mit ausgewählten Grundnetz-, Schalt- und Vermittlungsstellen des Bundeswehrgrundnetzes.